# Adena (Ohio)
Adena es una villa ubicada en el condado de Jefferson en el estado estadounidense de Ohio. En el Censo de 2010 tenía una población de 759 habitantes y una densidad poblacional de 545,72 personas por km².

## Geografía
Adena se encuentra ubicada en las coordenadas 40°12′0″N 80°52′34″O / 40.20000, -80.87611. Según la Oficina del Censo de los Estados Unidos, Adena tiene una superficie total de 1.39 km², de la cual 1.39 km² corresponden a tierra firme y (0%) 0 km² es agua.

## Demografía
Según el censo de 2010, había 759 personas residiendo en Adena. La densidad de población era de 545,72 hab./km². De los 759 habitantes, Adena estaba compuesto por el 97.89% blancos, el 0.26% eran afroamericanos, el 0% eran amerindios, el 0% eran asiáticos, el 0.13% eran isleños del Pacífico, el 0% eran de otras razas y el 1.71% pertenecían a dos o más razas. Del total de la población el 0.4% eran hispanos o latinos de cualquier raza.